# Уитерс, Гуги
Гу́ги Уи́терс (англ. Googie Withers; 1917, Карачи — 2011, Сидней) — британская актриса театра, кино и телевидения. Командор Ордена Британской империи, офицер Ордена Австралии.

## Биография
Жоржетта Лизетта Уитерс родилась 12 марта 1917 года в городе Карачи (тогда Британская Индия, ныне — Пакистан). Отец — Эдгар Уитерс, англичанин, капитан ВМФ. Мать её звали Зитетте, она имела голландско-немецкое происхождение. Прозвище Гуги (рус. Голубка) девочке дала её няня, с тех пор Уитерс и оставила его себе на всю жизнь как имя.

Через некоторое время Эдгар Уитерс оставил военную службу, и семья перебралась в Бирмингем (Англия), где глава семьи стал управляющим сталелитейного цеха, а Гуги была отправлена в школу в Дувре. После окончания школы поступила в академию театральных искусств «Италиа-Конти». Впервые на экране Гуги появилась в 18-летнем возрасте в фильме «Девушка в толпе»: первоначально она должна была сыграть там эпизодическую роль, но когда выяснилось, что одна из главных женских ролей внезапно стала вакантной, на место той актрисы немедленно взяли Гуги. С тех пор Уитерс начала сниматься постоянно.

Согласно опросу 1948 года, Гуги Уитерс занимала восьмую строчку в списке «самых популярных „звёзд“ Британии».

В 1959 году с мужем и детьми переехала на постоянное место жительства в Австралию и до 1971 года не снималась.

В 1992 году совместно с мужем стали основателями Tait Memorial Trust — благотворительной организации, целью которой является финансовая поддержка молодым талантливым австралийским актёрам, которые хотели бы обучаться актёрскому мастерству в Великобритании.

### Личная жизнь и смерть
В 1948 году 31-летняя Гуги вышла замуж за 30-летнего австралийского актёра Джона Маккаллама и прожила с ним всю жизнь до его смерти в 2010 году. От этого брака остались дети: Джоанна (род. 1950; актриса театра, кино и телевидения), Николас и Аманда.

Гуги Уитерс умерла 15 июля 2011 года в Сиднее.

## Награды и номинации
- 1955 — British Academy Television Awards в категории «Лучшая актриса» — победа
- 1980 — офицер Ордена Австралии[7] (первый не гражданин Австралии, получивший эту награду)[8]
- 1988 — CableACE Award в категории «Лучшая актриса в фильме или мини-сериале» за роль в сериале «Экран Два» — победа
- 1997 — Премия Гильдии киноактёров США в категории «Выдающаяся актёрская игра» за роль в фильме «Блеск» — номинация
- 1999 — Награда Дж. К. Уильямсона
- 2002 — командор Ордена Британской империи

## Избранные работы
| Главные роли - Глубокое синее море / The Deep Blue Sea - Страсть мотылька / Desire of the Moth - Первые 400 лет / The First 400 Years - Круг / The Circle (театр Чичестер-Фестивал) - Коктейльный час / The Cocktail Hour - Время и семья Конвей / Time and the Conways - Как важно быть серьёзным / The Importance of Being Earnest - Бикмен-плейс / Beekman Place - Зимородок / The Kingfisher - 1982—1983 — Звёздная пыль / Stardust - Вишнёвый сад - 1995—1996 — Идеальный муж / An Ideal Husband (Мельбурнская театральная компания) - Школа злословия / The School for Scandal (театр герцога Йоркского) - Услужливый любовник / The Complaisant Lover (Бродвейский театр) - Король умер / Le roi se meurt - 2002 — Веер леди Уиндермир / Lady Windermere’s Fan (Вест-Энд; в возрасте 85 лет) - 1972, 1973 — Бони / Boney — разные роли (в 2 эпизодах) - 1974—1975 — В этих стенах / Within These Walls — Фэйи Босуэлл, управляющая тюрьмы (в 42 эпизодах) - 1988 — Великие выступления / Great Performances — леди Армстронг (в 1 эпизоде) | - 1935 — Девушка в толпе / The Girl in the Crowd — Сэлли - 1935 — Проверка на любовь / The Love Test — Минни - 1935 — Её последнее дело / Her Last Affaire — Эффи - 1936 — Краун против Стивенса / Crown v. Stevens — Элла Левайн - 1936 — Обвиняемый / Accused — Нинетт Дюваль - 1938 — ? / англ. Action for Slander — Мэри - 1938 — ? / англ. Strange Boarders — Элси - 1938 — Заключённый 99 / Convict 99 — Лотти - 1938 — Леди исчезает / The Lady Vanishes — Бланш - 1939 — Проблема пивоварения / Trouble Brewing — Мэри Браун - 1942 — Мальчик из задней комнаты / Back-Room Boy — Бобби - 1942 — Один из наших самолётов не вернулся / One of Our Aircraft Is Missing — Йо де Фрис, голландка, водитель продуктового грузовика - 1944 — На утверждении / On Approval — Хелен Хейл - 1945 — Глубокой ночью / Dead of Night — Джоан Кортленд - 1947 — Любви Джоанны Годден / The Loves of Joanna Godden — Джоанна Годден - 1947 — В воскресенье всегда идёт дождь / It Always Rains on Sunday — Роуз Сэндигейт - 1948 — Миранда / Miranda — Клэр Мартин - 1950 — Ночь и город / Night and the City — Хелен Носсеросс - 1951 — Белые коридоры / White Corridors — доктор Софи Дин - 1951 — Леди Годива снова в седле / Lady Godiva Rides Again — Сьюзан Фостер, актриса в клипе «Тень Востока» (в титрах не указана) - 1951 — Волшебный ящик / The Magic Box — няня в Bath Studio - 1952 — День дерби / Derby Day — Бетти Моллой - 1954 — Дьявол на коне / Devil on Horseback — миссис Кэделл - 1971 — Королева никеля / Nickel Queen — Мег Блейк - 1994 — Деревенская жизнь / Country Life — Ханна - 1996 — Блеск / Shine — Катарина Причард, писательница-коммунистка |